# Кисет

Кисе́т — небольшой мешочек для хранения вещей, затягиваемый шнурком.
Часто в кисете хранят табак для курения (практически всегда используется курильщиками, предпочитающими трубку сигаретам и папиросам).
В Турции в прошлом султан дарил своим любимцам кисет с золотом. В настоящее время кисеты используются также для переноски мобильных телефонов, MP3-плееров и других небольших гаджетов.
Кисеты часто становятся предметами, выражающими индивидуальность своего обладателя. Тогда они изготавливаются вручную из различных материалов (таких как кожа или ткань), украшаются вышивкой, бисером, рисунками или аппликациями.

## В других областях
Идея кисета используется в кулинарии для создания одноимённых блюд (например, состоящих из свёрнутого в мешочек блина и содержащейся в нём рыбы).

## История
Табачные кисеты восходят к традиционной Японии и появляются в произведениях искусства XVII века. Они также были сделаны в Канаде в начале 1900-х годов. Табачный кисет — важная подсказка в рассказе о Шерлоке Холмсе «Приключение Чёрного Питера». Наряду с ботинками кисеты для табака были одним из первых изделий, которые «застёгивались» посредством «молнии».
Сэр Уолтер Рэли, английский исследователь и один из первых, кто популяризировал курение табака в Англии, во время своего последнего заключения хранил кисет с табаком с латинской надписью: Comes meus fuit in illo miserrimo tempore («Это был мой спутник в то самое несчастное время»).

## Использование в преступлениях
Коммерческие табачные кисеты были произведены для того, чтобы обеспечить легитимность поддельного табака. В 2012 году в Мерсисайде было изъято кисетов с табаком на сумму 8 миллионов фунтов стерлингов. Мешочки с табаком, поддельные или настоящие, также стали целью краж со взломом в Бери-Сент-Эдмундс в 2013 году. Мешочки с табаком также использовались для хранения принадлежностей для наркотиков, включая каннабис.